# A49 (motorväg, Tyskland)
A49 är en motorväg i centrala Tyskland. Den förbinder Kassel via Fritzlar, Schwalmstadt, Stadtallendorf och Homberg (Ohm) med A5 och utgör därmed en något kortare alternativ väg till den hårt trafikerade A7 via Hattenbacher Dreieck.

## Trafikplatser
|  | Nr | Skyltning                             |
|  | 1  | Am Lohfeldener Rüssel                 |
|  | 2  | Kassel-Mitte (Fyrvägskorsning) E 45   |
|  | 3  | Kassel-Industriepark                  |
|  | 4  | Kassel-Waldau                         |
|  |    | Talbrücke Fulda                       |
|  | 5  | Kassel-Auestadion                     |
|  | 6  | Kassel-Niederzwehren                  |
|  | 7  | Kassel-West (Fyrvägskorsning) E 331   |
|  | 8  | Baunatal-Nord                         |
|  | 9  | Baunatal-Mitte                        |
|  | 10 | Baunatal-Süd                          |
|  | 11 | Edermünde                             |
|  |    | Holzhausen                            |
|  | 12 | Felsberg                              |
|  |    | Scharfenstein                         |
|  | 13 | Gudensberg                            |
|  |    | Talbrücke Ems                         |
|  | 14 | Fritzlar                              |
|  |    | Talbrücke Eder (140 m)                |
|  | 15 | Wabern                                |
|  | 16 | Borken                                |
|  |    | Talbrücke Schwalm (1 180 m)           |
|  |    | Talbrücke Schwalm (2 100 m)           |
|  | 17 | Neuental                              |
|  |    | Goldbachtalbrücke (285 m)             |
|  |    | Schlierbachtalbrücke (170 m)          |
|  |    | Ekodukt (50 m)                        |
|  |    | Todenbachtalbrücke (259 m)            |
|  |    | Katzenbachtalbrücke (252 m)           |
|  |    | Tunnel Frankenhain (899 m)            |
|  | 18 | Schwalmstadt                          |
|  |    | Talbrücke Biedenbacher Teiche (200 m) |
|  |    | Schwalmstadt                          |
|  |    | Kälbachtal                            |
|  |    | Kälbachtalbrücke (300 m)              |
|  |    | Kälbachtal                            |
|  | 19 | Neustadt                              |
|  | 20 | Stadtallendorf-Nord                   |
|  |    | Joßkleintalbrücke (350 m)             |
|  | 21 | Stadtallendorf-Süd                    |
|  |    | Gleentalbrücke (460 m)                |
|  | 22 | Homberg                               |
|  | 23 | Ohmtal (T-Korsning) E 50              |